# اوتو هاردر
اوتو فریتز هاردر (به آلمانی: Otto Fritz Harder) بازیکن فوتبال و مهاجم اهل آلمان است که از سال ۱۹۱۴ میلادی عضو تیم ملی فوتبال آلمان بوده‌است. وی در ۱۵ بازی ملی حضور داشته است و آخرین بازی ملی خود را در سال ۱۹۲۶ میلادی انجام داد. اوتو هاردر در بازی‌های ملی‌اش ۱۴ گل به ثمر رساند.